# Chicago Bulls 1983-1984
La stagione 1983-84 dei Chicago Bulls fu la 18ª nella NBA per la franchigia.
I Chicago Bulls arrivarono quinti nella Central Division della Eastern Conference con un record di 27-55, non qualificandosi per i play-off.

## Roster
| N° | Naz.                   | Ruolo | Sportivo          | Anno | Alt. | Peso |
| -- | ---------------------- | ----- | ----------------- | ---- | ---- | ---- |
| 0  | Stati Uniti (bandiera) | A     | Orlando Woolridge | 1959 | 206  | 98   |
| 3  | Stati Uniti (bandiera) | G     | Ennis Whatley     | 1962 | 191  | 80   |
| 12 | Stati Uniti (bandiera) | G     | Ronnie Lester     | 1959 | 188  | 79   |
| 15 | Stati Uniti (bandiera) | G     | Mitchell Wiggins  | 1959 | 193  | 84   |
| 21 | Stati Uniti (bandiera) | AC    | Sidney Green      | 1961 | 206  | 100  |
| 22 | Stati Uniti (bandiera) | A     | Rod Higgins       | 1960 | 201  | 91   |
| 24 | Stati Uniti (bandiera) | G     | Reggie Theus      | 1957 | 201  | 86   |
| 32 | Stati Uniti (bandiera) | AC    | Steve Johnson     | 1957 | 208  | 107  |
| 33 | Stati Uniti (bandiera) | C     | Jawann Oldham     | 1957 | 213  | 98   |
| 34 | Stati Uniti (bandiera) | AC    | David Greenwood   | 1957 | 206  | 101  |
| 40 | Stati Uniti (bandiera) | C     | Dave Corzine      | 1956 | 211  | 113  |
| 44 | Stati Uniti (bandiera) | G     | Quintin Dailey    | 1961 | 191  | 82   |
| 54 | Stati Uniti (bandiera) | C     | Wallace Bryant    | 1959 | 213  | 111  |

## Staff tecnico
- Allenatore: Kevin Loughery
- Vice-allenatori: Bill Blair, Fred Carter
- Vice-allenatore/scout: Mike Thibault
- Preparatore atletico: Mark Pfeil